# Si può fare! (prima edizione)
La prima edizione del talent Si può fare! è andata in onda dal 2 al 30 maggio 2014 ogni venerdì in prima serata su Rai 1 e in contemporanea in alta definizione su Rai HD. Conduttore del programma Carlo Conti.

## Cast

### Concorrenti
| Concorrente         | Età     | Attività                | Esito                | Nazionalità        |
| ------------------- | ------- | ----------------------- | -------------------- | ------------------ |
| Maddalena Corvaglia | 34 anni | Conduttrice TV          | Vincitrice           | Italia             |
| Federica Nargi      | 24 anni | Showgirl                | Seconda classificata | Italia             |
| Catherine Spaak     | 69 anni | Attrice, conduttrice TV | Terza classificata   | Francia Italia     |
| Sergio Múñiz        | 38 anni | Attore                  | Quarto classificato  | Spagna             |
| Luca Marin          | 28 anni | Nuotatore               | Quinto classificato  | Italia             |
| Andrea Lo Cicero    | 38 anni | Ex rugbista             | Eliminato            | Italia             |
| Sergio Friscia      | 43 anni | Attore, conduttore TV   | Eliminato            | Italia             |
| Karin Proia         | 40 anni | Attrice                 | Eliminata            | Italia             |
| Marco Columbro      | 63 anni | Conduttore TV           | Eliminato            | Italia             |
| Vanessa Hessler     | 26 anni | Modella, attrice        | Eliminata            | Italia Stati Uniti |
| Maria Amelia Monti  | 51 anni | Attrice                 | Eliminata            | Italia             |
| Massimiliano Ossini | 35 anni | Conduttore TV           | Eliminato            | Italia             |

### Giudici
- Pippo Baudo
- Jury Chechi
- Amanda Lear

### Collaboratori
- Pinuccio Pirazzoli: maestro d'orchestra
- Fabrizio Mainini: coreografo

## Puntate

### Dettaglio delle puntate

#### Prima puntata
- Data: venerdì 2 maggio 2014

| Ordine | Disciplina                          | Concorrenti         | Voto Giuria | Voto Giuria | Voto Giuria | Voto Giuria | Eliminazione | Eliminazione | Eliminazione | Punteggio puntata |
| Ordine | Disciplina                          | Concorrenti         | Chechi      | Lear        | Baudo       | Totale      | Chechi       | Lear         | Baudo        | Punteggio puntata |
| ------ | ----------------------------------- | ------------------- | ----------- | ----------- | ----------- | ----------- | ------------ | ------------ | ------------ | ----------------- |
| 1      | Esibizione nei tessuti aerei        | Maddalena Corvaglia |             |             |             | 3           |              |              |              | 3+3               |
| 1      | Esibizione nei tessuti aerei        | Luca Marin          |             |             |             | 0           | N.D.         | N.D.         | N.D.         | 0                 |
| 2      | Trasformazione in Palloni umani     | Andrea Lo Cicero    |             |             |             | 3           |              |              |              | 3                 |
| 2      | Trasformazione in Palloni umani     | Massimiliano Ossini |             |             |             | 0           | N.D.         | N.D.         | N.D.         | 0                 |
| 3      | Esibizione di Pattinaggio su pedana | Maria Amelia Monti  |             |             |             | 0           | N.D.         | N.D.         | N.D.         | 0                 |
| 3      | Esibizione di Pattinaggio su pedana | Federica Nargi      |             |             |             | 3           |              |              |              | 3                 |
| 4      | Esibizione con l'ukulele            | Sergio Múñiz        |             |             |             | 1           | N.D.         | N.D.         | N.D.         | 1                 |
| 4      | Esibizione con l'ukulele            | Marco Columbro      |             |             |             | 2           |              |              |              | 2                 |
| 5      | Performance di Bollywood Dance      | Sergio Friscia      |             |             |             | 2           |              |              |              | 2                 |
| 5      | Performance di Bollywood Dance      | Karin Proia         |             |             |             | 1           | N.D.         | N.D.         | N.D.         | 1                 |
| 6      | Esibizione di Buugeng               | Catherine Spaak     |             |             |             | 1           | N.D.         | N.D.         | N.D.         | 1                 |
| 6      | Esibizione di Buugeng               | Vanessa Hessler     |             |             |             | 2           |              |              |              | 2                 |

#### Seconda puntata
- Data: venerdì 9 maggio 2014

| Ordine | Disciplina                                           | Concorrenti         | Voto Giuria | Voto Giuria | Voto Giuria | Voto Giuria | Eliminazione | Eliminazione | Eliminazione | Punteggio puntata |
| Ordine | Disciplina                                           | Concorrenti         | Chechi      | Lear        | Baudo       | Totale      | Chechi       | Lear         | Baudo        | Punteggio puntata |
| ------ | ---------------------------------------------------- | ------------------- | ----------- | ----------- | ----------- | ----------- | ------------ | ------------ | ------------ | ----------------- |
| 1      | Esibizione di cambio d'abito                         | Vanessa Hessler     |             |             |             | 2           |              |              |              | 2                 |
| 1      | Esibizione di cambio d'abito                         | Maria Amelia Monti  |             |             |             | 1           | N.D.         | N.D.         | N.D.         | 1                 |
| 2      | Performance di Roue Cyr                              | Sergio Múñiz        |             |             |             | 1           | N.D.         | N.D.         | N.D.         | 1                 |
| 2      | Performance di Roue Cyr                              | Massimiliano Ossini |             |             |             | 2           |              |              |              | 2                 |
| 3      | Performance di uno spettacolo di magia               | Marco Columbro      |             |             |             | 0           | N.D.         | N.D.         | N.D.         | 0                 |
| 3      | Performance di uno spettacolo di magia               | Catherine Spaak     |             |             |             | 3           |              |              |              | 3                 |
| 4      | Performance di pole dance                            | Maddalena Corvaglia |             |             |             | 3           |              |              |              | 3+3               |
| 4      | Performance di pole dance                            | Federica Nargi      |             |             |             | 0           | N.D.         | N.D.         | N.D.         | 0                 |
| 5      | Esibizione di canto lirico                           | Karin Proia         |             |             |             | 3           |              |              |              | 3                 |
| 5      | Esibizione di canto lirico                           | Andrea Lo Cicero    |             |             |             | 0           | N.D.         | N.D.         | N.D.         | 0                 |
| 6      | Performance di uno spettacolo con le bolle di sapone | Luca Marin          |             |             |             | 2           |              |              |              | 2                 |
| 6      | Performance di uno spettacolo con le bolle di sapone | Sergio Friscia      |             |             |             | 1           | N.D.         | N.D.         | N.D.         | 1                 |

#### Terza puntata
- Data: venerdì 16 maggio 2014

| Ordine | Disciplina                  | Concorrenti         | Voto Giuria | Voto Giuria | Voto Giuria | Voto Giuria | Eliminazione | Eliminazione | Eliminazione | Punteggio puntata |
| Ordine | Disciplina                  | Concorrenti         | Chechi      | Lear        | Baudo       | Totale      | Chechi       | Lear         | Baudo        | Punteggio puntata |
| ------ | --------------------------- | ------------------- | ----------- | ----------- | ----------- | ----------- | ------------ | ------------ | ------------ | ----------------- |
| 1      | Il cerchio aereo            | Vanessa Hessler     |             |             |             | 1           | N.D.         | N.D.         | N.D.         | 1                 |
| 1      | Il cerchio aereo            | Sergio Múñiz        |             |             |             | 2           |              |              |              | 2                 |
| 2      | Teatro dei piedi            | Sergio Friscia      |             |             |             | 1           | N.D.         | N.D.         | N.D.         | 1                 |
| 2      | Teatro dei piedi            | Catherine Spaak     |             |             |             | 2           |              |              |              | 2                 |
| 3      | Esercizi ginnici man a mano | Luca Marin          |             |             |             | 1           | N.D.         | N.D.         | N.D.         | 1                 |
| 3      | Esercizi ginnici man a mano | Andrea Lo Cicero    |             |             |             | 2           |              |              |              | 2                 |
| 4      | Flamenco                    | Massimiliano Ossini |             |             |             | 0           | N.D.         | N.D.         | N.D.         | 0                 |
| 4      | Flamenco                    | Federica Nargi      |             |             |             | 3           |              |              |              | 3+3               |
| 5      | Fast painting               | Marco Columbro      |             |             |             | 2           |              |              |              | 2                 |
| 5      | Fast painting               | Maria Amelia Monti  |             |             |             | 1           | N.D.         | N.D.         | N.D.         | 1                 |
| 6      | Burlesque                   | Maddalena Corvaglia |             |             |             | 0           | N.D.         | N.D.         | N.D.         | 0                 |
| 6      | Burlesque                   | Karin Proia         |             |             |             | 3           |              |              |              | 3                 |

#### Quarta puntata
- Data: venerdì 23 maggio 2014

| Ordine | Disciplina                | Concorrenti         | Voto Giuria | Voto Giuria | Voto Giuria | Voto Giuria | Eliminazione | Eliminazione | Eliminazione | Punteggio puntata |
| Ordine | Disciplina                | Concorrenti         | Chechi      | Lear        | Baudo       | Totale      | Chechi       | Lear         | Baudo        | Punteggio puntata |
| ------ | ------------------------- | ------------------- | ----------- | ----------- | ----------- | ----------- | ------------ | ------------ | ------------ | ----------------- |
| 1      | Trampolino elastico       | Maddalena Corvaglia |             |             |             | 2           |              |              |              | 2                 |
| 1      | Trampolino elastico       | Andrea Lo Cicero    |             |             |             | 1           | N.D.         | N.D.         | N.D.         | 1                 |
| 2      | Sound Karate              | Federica Nargi      |             |             |             | 3           |              |              |              | 3                 |
| 2      | Sound Karate              | Karin Proia         |             |             |             | 0           | N.D.         | N.D.         | N.D.         | 0                 |
| 3      | Equilibrismo su filo teso | Sergio Múñiz        |             |             |             | 2           |              |              |              | 2+3               |
| 3      | Equilibrismo su filo teso | Massimiliano Ossini |             |             |             | 1           | N.D.         | N.D.         | N.D.         | 1                 |
| 4      | Drag Queen                | Sergio Friscia      |             |             |             | 1           | N.D.         | N.D.         | N.D.         | 1                 |
| 4      | Drag Queen                | Luca Marin          |             |             |             | 2           |              |              |              | 2                 |
| 5      | Ombre cinesi              | Vanessa Hessler     |             |             |             | 1           | N.D.         | N.D.         | N.D.         | 1                 |
| 5      | Ombre cinesi              | Catherine Spaak     |             |             |             | 2           |              |              |              | 2                 |
| 6      | Percussioni               | Maria Amelia Monti  |             |             |             | 1           | N.D.         | N.D.         | N.D.         | 1                 |
| 6      | Percussioni               | Marco Columbro      |             |             |             | 2           |              |              |              | 2                 |

Per gli ultimi quattro in classifica c'è stata una prova bonus che è consistita in un tiro al bersaglio con tre tiri a disposizione dove ogni tiro finito al centro è valso un punto in classifica.

#### Quinta puntata
- Data: venerdì 30 maggio 2014

| Ordine | Disciplina             | Concorrenti         | Voto Giuria | Voto Giuria | Voto Giuria | Voto Giuria |
| Ordine | Disciplina             | Concorrenti         | Chechi      | Lear        | Baudo       | Totale      |
| ------ | ---------------------- | ------------------- | ----------- | ----------- | ----------- | ----------- |
| 1      | Water Bowl             | Karin Proia         |             |             |             | 1           |
| 1      | Water Bowl             | Maddalena Corvaglia |             |             |             | 2           |
| 2      | Farfalle sui trampoli  | Massimiliano Ossini |             |             |             | 2           |
| 2      | Farfalle sui trampoli  | Maria Amelia Monti  |             |             |             | 1           |
| 3      | Danza Tannura          | Luca Marin          |             |             |             | 2           |
| 3      | Danza Tannura          | Andrea Lo Cicero    |             |             |             | 1           |
| 4      | Hula Hoop di fuoco     | Sergio Múñiz        |             |             |             | 2           |
| 4      | Hula Hoop di fuoco     | Federica Nargi      |             |             |             | 2           |
| 5      | Danza del ventre       | Vanessa Hessler     |             |             |             | 1           |
| 5      | Danza del ventre       | Catherine Spaak     |             |             |             | 2           |
| 6      | Giocoliere di cappelli | Sergio Friscia      |             |             |             | 2           |
| 6      | Giocoliere di cappelli | Marco Columbro      |             |             |             | 1           |

Al termine delle esibizioni, il presidente di giuria Jury Chechi, visto e considerato il fatto che non tutti i concorrenti si sono potuti esibire ha ritenuto opportuno non assegnare il titolo di vincitore di puntata e quindi dare 3 punti al concorrente più bravo. Dopo questa decisione, tutti e 12 i concorrenti si sono esibiti con il proprio cavallo di battaglia e al termine delle esibizioni hanno dato un punto a ciascun concorrente e la giuria per il percorso completo che ha dato 3 punti ai tre ritenuti più bravi.
I cavalli di battaglia erano:
| Concorrente         | Cavallo di battaglia         |
| ------------------- | ---------------------------- |
| Sergio Múñiz        | Cerchio aereo                |
| Andrea Lo Cicero    | Esercizi ginnici mano a mano |
| Federica Nargi      | Pattinaggio su pedana        |
| Maddalena Corvaglia | Pole dance                   |
| Catherine Spaak     | Magia                        |
| Luca Marin          | Esercizi ginnici mano a mano |
| Karin Proia         | Canto lirico                 |
| Sergio Friscia      | Bollywood Dance              |
| Maria Amelia Monti  | Fast painting                |
| Vanessa Hessler     | Cambio d'abito               |
| Marco Columbro      | Magia                        |
| Massimiliano Ossini | Pallone umano                |

Voti dei concorrenti
| Luca Marin | Federica Nargi | Sergio Friscia | Vanessa Hessler | Massimiliano Ossini | Catherine Spaak | Marco Columbro | Maria Amelia Monti | Sergio Múñiz | Maddalena Corvaglia | Andrea Lo Cicero | Karin Proia |
| ---------- | -------------- | -------------- | --------------- | ------------------- | --------------- | -------------- | ------------------ | ------------ | ------------------- | ---------------- | ----------- |
| Nargi      | Friscia        | Nargi          | Monti           | Corvaglia           | Lo Cicero       | Monti          | Columbro           | Lo Cicero    | Ossini              | Spaak            | Corvaglia   |

Voti dei giurati
| Yuri Chechi | Amanda Lear | Pippo Baudo |
| ----------- | ----------- | ----------- |
| Corvaglia   | Marin       | Nargi       |

### Classifica finale
| Posizione | Concorrenti         | Puntate | Puntate | Puntate | Puntate | Puntate | Punteggio totale |
| Posizione | Concorrenti         | prima   | seconda | terza   | quarta  | quinta  | Punteggio totale |
| --------- | ------------------- | ------- | ------- | ------- | ------- | ------- | ---------------- |
| 1         | Maddalena Corvaglia | 3+3     | 3+3     | 0       | 2       | 3+2+3   | 22               |
| 2         | Federica Nargi      | 3       | 0       | 3+3     | 3       | 2+2+3   | 19               |
| 3         | Catherine Spaak     | 1       | 3       | 2       | 2       | 2+1+0   | 11               |
| 3         | Sergio Múñiz        | 1       | 1       | 2       | 2+3     | 2+0+0   | 11               |
| 5         | Luca Marin          | 0       | 2       | 1       | 2       | 2+2+3   | 10               |
| 6         | Andrea Lo Cicero    | 3       | 0       | 2       | 1       | 1+2+0   | 9                |
| 6         | Sergio Friscia      | 2       | 1       | 1       | 1+1     | 2+1+0   | 9                |
| 8         | Karin Proia         | 1       | 3       | 3       | 0       | 1+0+0   | 8                |
| 8         | Marco Columbro      | 2       | 0       | 2       | 2       | 1+1+0   | 8                |
| 10        | Vanessa Hessler     | 2       | 2       | 1       | 1       | 1+0+0   | 7                |
| 11        | Maria Amelia Monti  | 0       | 1       | 1       | 1       | 1+2+0   | 6                |
| 11        | Massimiliano Ossini | 0       | 2       | 0       | 1       | 2+1+0   | 6                |

## Ascolti
| Puntata   | Messa in onda  | Telespettatori | Share  |
| --------- | -------------- | -------------- | ------ |
| Anteprima | 28 aprile 2014 | 5 397 000      | 19,21% |

- Anteprima di presentazione del programma andata in onda in access prime time al posto della trasmissione Affari tuoi, durata trenta minuti e dunque non computatabile nella media delle altre ed effettive puntate.

| Puntata | Messa in onda  | Telespettatori | Share  |
| ------- | -------------- | -------------- | ------ |
| 1       | 2 maggio 2014  | 5 151 000      | 19,82% |
| 2       | 9 maggio 2014  | 4 302 000      | 18,64% |
| 3       | 16 maggio 2014 | 4 267 000      | 18,28% |
| 4       | 23 maggio 2014 | 4 240 000      | 18,61% |
| 5       | 30 maggio 2014 | 4 355 000      | 20,30% |
| Media   | Media          | 4 463 000      | 19,13% |